# こまちゃんねる
こまちゃんねるは、日本の検証系、エンターテイメント系YouTuberである。

## 来歴
2018年1月より動画投稿を開始している。元々YouTuberの動画などに度々登場しており、個人チャンネルを開設するまでになった。

## 人物
- 2歳上の姉と2歳下の妹がいる。
- 当初は本人のみで撮影をしていたが現在は姉erinaと撮影している。
- 生年月日は1998年3月17日である。
- 元々はキチガイロマンティックというグループで活動していたが先輩YouTuberのKOHEYに引き抜かれノーブランドというチャンネルで撮影を始めた。KOHEYとは同じ高校の先輩後輩の関係である。
- ノーブランドを卒業した2017年10月21日で、卒業後こまちゃんねるを開設。
- 元々は経営者になりたい夢があったがYouTuberとして成功して来ているため現在では方向性は未定の模様。